# Muzyka starożytnej Grecji
Muzyka starożytnej Grecji była bardzo istotnym elementem wielu greckich mitów i legend. Odgrywała ważną rolę w wielu dziedzinach życia i była obecna na publicznych zebraniach, przyjęciach (gr. symposion), uroczystościach religijnych, ceremoniach żałobnych, w teatrze i na igrzyskach. Muzyka odgrywała bardzo ważną rolę nie tylko w życiu Greków, ale także w ich poezji. W starożytnej Grecji śpiew występował niemal tak często jak recytacja i odgrywał równorzędną rolę. Występował nie tylko w dramatach, ale i w licznych formach poetyckich, których zazwyczaj z muzyką nie kojarzymy. Znaczącą rolę muzyka odgrywała w takich gatunkach jak poezja liryczna, gdzie słowo "liryka" oznaczało po prostu pieśń śpiewaną z akompaniamentem liry. Ten rodzaj kompozycji dzielił się na lirykę monodyczną, wykonywaną solo oraz muzykę chóralną. Element muzyczny możemy znaleźć także w starogreckiej poezji elegijnej. Jednak formą literacką, w której muzyka pełniła najważniejszą rolę był dramat, zarówno tragiczny, jak i komiczny, a także szczególna forma dramatyczna – dramat satyrowy.

## Pochodzenie muzyki greckiej
Muzyka grecka narodziła się nie w samej Grecji, ale w różnych krajach orientalnych, a sami Grecy ujęli muzykę i poglądy muzyczne w precyzyjny system teoretyczny. Ich muzyka mogła mieć swój rodowód w starożytnych Chinach i Egipcie, gdzie równie ważna była koncepcja ethosu. Podobny system dźwiękowy również znany był w Chinach i Egipcie, Babilonii, a skale (dorycka, frygijska) wśród Hebrajczyków. Instrumenty takie jak lira czy aulos znane były w kulturze egipskiej i hetyckiej.
Muzyka starogrecka ściśle połączona jest z historią literatury. Można podzielić ją na kilka okresów rozwoju:
- kreteński – głównym ośrodkiem kulturalnym jest Kreta. Powstają wtedy śpiewy zwane peanami. Rozwija się muzyka związana ze świętem Apollina, ze świętem zbiorów i uroczystościami pogrzebowymi. Ówczesne instrumenty to: 7-strunowe harfy, bębenki i egipskie sistrum;
- homerycki – pochodzą z niego dwa dzieła Homera: Iliada i Odyseja, poematy epickie wykonywane przez zawodowych śpiewaków zwanych aojdami, przy akompaniamencie kitary;
- przejściowy – centrum kultury stają się Ateny. Następuje powstanie i rozkwit form dramatycznych: tragedii, komedii i dramatu satyrów. W 472 powstaje pierwszy amfiteatr mogący pomieścić 20 tys. osób;
- hellenistyczny – słabnie zainteresowanie tragedią, w teorii muzyki następują zdobycze na polu akustyki i estetyki.

## Istota muzyki greckiej
Była sztuką synkretyczną, łączyła się nierozerwalnie z poezją i tańcem (zwłaszcza w najstarszym okresie nie było rozdzielenia). Mówimy o tzw. trójjedynej chorei (trójjedyna chorea): taniec, słowo, muzyka, sprzężone ze sobą. Każde wpływa na każde, osobno nie istnieją. Nie istniała czysta muzyka instrumentalna jako samodzielna kategoria, aczkolwiek istniały w Grecji szkoły kitarzystów (kitary) i auletów (aulosy). Pojawiała się tylko i wyłącznie na marginesie kultury muzycznej jako gra solistyczna. Muzyka grecka wykonywana była heterofonicznie. Z muzyką grecką nierozerwalnie związane są takie pojęcia jak katharsis, mimesis oraz ethos.

## Instrumenty
- Lira

Lira jest jedynym instrumentem strunowym zaświadczonym dla kultury mykeńskiej i minojskiej, co wydaje się zapowiadać jej dominację w Grecji klasycznej, gdzie tylko aulos odgrywał zbliżoną do niej rolę. Wszystkie inne instrumenty miały mniejsze znaczenie. Lira była instrumentem, na którym regularnie grywał mityczny bóg Apollo. Greckie liry występują w kilku różniących się typach, wśród których możemy wyróżnić liry skrzynkowe  (kitary), drewniane  i liry miskowe (lira i barbiton). Pudło rezonansowe liry zrobione było ze skorupy żółwia, a ramiona z rogów antylopy. Lira pierwotnie miała 4 struny, od czasów Terpandra – 7 strun. Na lirach grano w pozycji siedzącej, stojącej, krocząc (na przykład w procesji sakralnej) lub w tańcu (zwłaszcza w grupie). Grający opierał instrument o siebie z lewej strony. Jego lewa ręka sięgała do strun przez ramę z jednej strony, a prawa z drugiej.
- Kitara

Była bardzo podobna do liry, jednak miała solidniejsze ramiona (zrobione z rogów byka). Była dużym drewnianym instrumentem strunowym, na którym grało się szarpiąc struny palcami lub za pomocą plektronu, który dawał dźwięk jasny, głośny i wyraźny. Palce zaś – ton miększy i uboższy w górne alikwoty. Muzyk stojąc, opierał kitarę zwykle na wzniesionym lewym ramieniu. Instrument nazywany przez Homera formingą (phorminks) był nieco mniejszym poprzednikiem kitary o podobnym dźwięku i funkcji. Kitara została stworzona ku czci Apollina.
- Harfa

Harfa to instrument w kształcie łuku. Harfa miała od 16-20 strun. Grywały na niej wyłącznie kobiety, które nazywano psaltriai, czyli "szarpaczki" .Harfa przypuszczalnie dotarła na tereny Grecji z Egiptu. Istniały dwa rodzaje harfy:
– Harfa o płaskiej podstawie – która służyła jako pudło rezonansowe, od podstawy wychodziło wygięte pionowo ramię, od którego biegły struny umocowane pionowo lub ukośnie do podstawy.
– Trigonon, harfa trójramienna, o kształcie ramion zbliżonym do trójkąta prostokątnego. Najdłuższe ramię oddala się ukośnie od muzyka, od tego ramienia struny biegną do podstawy (spoczywa na nogach muzyka), która jest pudłem rezonansowym.
Różnica pomiędzy tymi dwoma harfami jest taka, iż w pierwszym rodzaju struny najkrótsze (a więc najwyżej nastrojone) znajdują się najbliżej muzyka, za to w trigononie najbliższe są mu struny najdłuższe, co wynika z konstrukcji harf. Podobieństwem jest ilość strun. Harfa w starożytnej Grecji prawdopodobnie była wykorzystywana nie do wytworzenia szczególnego stylu melodii na harfę, ale do podwajania podstawowej melodii lub grania jej echa w wyższej lub niższej oktawie. Harfy miały mechanizmy strojenia strun podobne do lir – napięcie strun regulowano na ramieniu za pomocą taśmy, paciorków i pierścieni.
- Aulos

Aulos z greckiego "rura" lub "kanał". Był to instrument podwójnostroikowy, składający się z dwóch niezależnych piszczałek, z których jedna była piszczałką burdonową, a na drugiej grano melodię. Prawie zawsze grano na dwóch aulosach jednocześnie, po jednym w każdej ręce. Obie piszczałki brzmiały jednocześnie, a starożytni autorzy opisują ich dźwięk jako "ostry", "piskliwy", "grzmiący" czy "dudniący". W przypadku grania na dwóch piszczałkach, skala każdej z nich jest ograniczona do sześciu dźwięków, podczas gdy użycie jednej z nich daje możliwość uzyskania skali dużo szerszej.
Nie wiadomo kiedy dokładnie aulosy zakorzeniły się w Grecji. Najstarsze świadectwa pochodzą z VIII wieku.
- Fletnia Pana

Fletnia Pana (gr. syrinx) to instrument pasterski złożony z szeregu piszczałek. W Grecji piszczałki były równej długości, by osiągnąć z nich różne dźwięki wypełniano je woskiem, którym najczęściej również łączono je ze sobą. Powstanie tego instrumentu związane jest z mitem o bożku Panu. Według mitu nimfa Syrinks bardzo spodobała się leśnemu bóstwu, ale sama nie miała ochoty przyjmować jego zalotów, dlatego uciekła przed Panem nad rzekę. Tam została zamieniona w trzcinę, a nieszczęśliwie zakochany bożek zrobił z tej trzciny instrument, by piękna muzyka przypominała mu o ukochanej.
- Tympanon

Tympanon – bęben ręczny. Tympanon dawał rytmiczne wsparcie rytualnym pieśniom, krzykom i dźwiękom aulosu. Bęben nie był używany podczas wojen. Wielkość ukazana na obrazach to ok. 30–40 cm średnicy. Zwykle trzymany był w lewej ręce i uderzany palcami prawej. Membrana była ze skóry, nie wiadomo jednak czy z surowej czy wyprawionej. Skóra rozpięta była na skorupie, która miała 15 cm głębokości, więc czasami mówi się o tympanonie jako o „bębnie kotłowym”. Głęboki i huczący dźwięk tego instrumentu powstawał na skutek zastosowania spodkowatego rezonatora.
- Czynele

Czynele (gr. kymbala) są to talerze perkusyjne. Były grubsze i mniejsze od dzisiejszych, nie przekraczały 18 cm średnicy. Miały kształt czary otoczonej płaskim obrzeżem. Z tyłu miały metalowy pierścień, w który wkładano środkowy palec, albo otwór, przez który przewlekano rzemyk. Dźwięk czyneli był stosunkowo wysoki, podobny do niewielkiego dzwonka.
- Krotala

Krotala to kołatki często przedstawiane na malowidłach. Składały się z dwóch drewnianych płytek, które przypuszczalnie łączył napięty skórzany zawias, po zwolnieniu ucisku płytki odskakiwały i klekotały. Krotala trzymano pomiędzy kciukiem i środkowymi palcami obu rąk. Najczęściej przedstawia się kołatki w rękach roznegliżowanych tancerek. Grano na nich wykonując wiele ozdobnych ruchów jak na hiszpańskich kastanietach. Kołatki miały wzmocnić rytm melodii.
- Salpinks

Salpinks pojawia się na wyobrażeniach na wazach od VI wieku p.n.e. Jest to jedyny instrument dęty blaszany w starożytnej Grecji. Pojawia się w kontekście militarnym oraz w kontekście publicznych obwieszczeń. Nie ma informacji o łączeniu salpinks z innymi instrumentami. Miał cylindryczny kanał o stałej średnicy (w trąbce taki kanał się rozszerza), nie ma kielichowatego ustnika, muzyk dmie w koniec rury. W miejscu, gdzie trąbka ma rozwartą czarę głosowa salpinks ma bulwę (mniej więcej jak w zakończeniu rożka angielskiego). Można było na tym instrumencie uzyskać szczególny zbiór dźwięków zwany szeregiem harmonicznym.
- Hydraulis

Hydraulis czyli organy wodne to instrument opisany szczegółowo w Księdze I Pneumatyki Herona z Aleksandrii (połowa I wieku n.e.). Organy wodne to w zasadzie syringa, tyle że o zadęciu mechanicznym. Wynalazek przypisywany jest Ktesibiosowi (III wiek p.n.e.). Miały podstawę w kształcie ołtarza, a piszczałki osadzone w listwie, która jest w górnej jego części. Prawdopodobna liczba piszczałek to 29. Mechanizmu klawiszowego i rąk muzyka nie widać na przedstawieniach.

## Zabytki muzyczne
Twórcy i zachowane zabytki muzyczne
Do naszych czasów zachowało się 51 zabytków muzycznych, wiele jedynie fragmentarycznie. Najwcześniejsze zachowane w całości utwory to dwa peany z późnego II wieku p.n.e. – są to dwa Hymny delfickie z 138 p.n.e. Wykazują one tendencje archaizujące, więc mogą zawierać elementy starsze. Pierwszy hymn delficki nazywamy hymnem Athenajosa, drugi – hymnem Limeniosa. Zostały one wyryte na zewnętrznej stronie skarbca świątyni Apollina w Delfach. Odnaleźli je w XIX wieku archeolodzy francuscy.
- Eurypides "Orestes" – ten dialog liryczny śpiewali mężczyźni wcielający się w role kobiece;
- Eurypides "Ifigenia w Aulidzie" – sztukę tę po raz pierwszy wystawił syn poety, Eurypides Młodszy, w roku 405;
- Mesodomes – z jego twórczości zachowały się dwa hymny;
- Terpander – pochodził z Antissy na wyspie Lesbos, był poetą i muzykiem. W latach 676-673 przed naszą erą działał w Sparcie. Był twórcą pierwszej szkoły muzycznej, która przetrwała do VI wieku p.n.e. Do jego innych zasług zalicza się zwiększenie liczby strun w lirze z czterech do siedmiu. Przypisywane jest mu także autorstwo wielu pieśni biesiadnych i nomosów.

Twórcy literaccy
- Ajschylos
- Sofokles
- Homer
- Hezjod
- Pindar

## Grecka nauka o akustyce
Jej początek związany jest z odkryciem przypisywanym Pitagorasowi: odkrył on istnienie arytmetycznego stosunku pomiędzy długością drgającej struny a wysokością dźwięku. Odkrył, że jeżeli skrócimy strunę w połowie długości, otrzymamy dźwięk o oktawę wyższy (stosunek 2:1). Jeżeli skrócimy strunę w jednej trzeciej, otrzymamy dźwięk o kwintę wyższy (stosunek 3:2). Kiedy skrócimy strunę w jednej czwartej, otrzymamy dźwięk o kwartę wyższy (stosunek 4:3).
Obliczeń tych dokonywano na monochordzie.
Interwały oktawy, kwinty i kwarty były dla Greków najbardziej doskonałymi.
Antyczni akustycy nie odkryli do końca zależności pomiędzy napięciem struny a wysokością dźwięku, wiedzieli tylko, że grubsza struna o tej samej długości co cienka da niższy dźwięk.
Wiedzę o greckiej nauce o akustyce czerpiemy z dzieł:
- Traktat Archytasta z IV w p.n.e., który mówi m.in., iż dźwięk powstaje na skutek zderzenia. Archytas pisze również, że niektóre dźwięki mogą być zbyt głośne, by mogły być słyszalne.
- Euklides „podział monochordu” – autor potwierdza tezę, iż dźwięk zależy od uderzeń, a ponadto pisze, że im wyższa częstotliwość, tym wyższy dźwięk.

## Nagrania
Orkiestra Antyczna Gardzienice. Projekt muzyczny wywodzi się z szerokiego programu artystycznego dotyczącego antyku. Płyta dołączana jest do książki J. Landelsa.